# آن کریکپاتریک
آن کریکپاتریک (به انگلیسی: Ann Kirkpatrick) نمایندهٔ حوزه انتخابیه اول آریزونا از حزب دموکرات ایالات متحده آمریکا در مجلس نمایندگان ایالات متحده آمریکا است که برای نخستین‌بار در ۴ ژانویه ۲۰۱۳ میلادی به‌عضویت این مجلس درآمد.